# مرغ‌های اونیل
مرغ‌های اونیل (نام علمی: Oneillornis) نام یک سرده از تیره مورچه‌مرغ است.